# Zaouiat Ahansal
Zaouiat Ahansal  (in arabo زاوية احنصال‎?) è un centro abitato e comune rurale del Marocco situato nella provincia di Azilal, regione di Béni Mellal-Khénifra. Conta una popolazione di 10 657 abitanti (censimento 2014).